# Geoparcul Dinozaurilor „Țara Hațegului”
Geoparcul Dinozaurilor „Țara Hațegului” este o arie protejată de interes național ce corespunde categoriei a V-a IUCN (parc natural), situată în sud-vestul Transilvaniei, pe teritoriul județului Hunedoara.
Statutul internațional al teritoriului este administrat de Universitatea din București.

## Localizare
Aria protejată se află în partea sud-vestică a județului Hunedoara, pe teritoriul administrativ al orașului Hațeg și pe cele ale comunelor: Baru, Densuș, General Berthelot, Pui, Răchitova, Râu de Mori, Sarmizegetusa, Sălașu de Sus, Sântămăria-Orlea și Totești.

## Descriere
Aria naturală a fost declarată parc natural prin Hotărârea de Guvern 2151 din 30 noiembrie 2004 (privind instituirea regimului de arie naturală protejată pentru noi zone) iar din 2005 geoparcul a fost acceptat în Rețeaua Europeană a Geoparcurilor și în Rețeaua Globală (sub egida UNESCO). Din 2015 Geoparcul este sit UNESCO, ca urmare a adoptării de către statele membre UNESCO, la data de 17 noiembrie 2015, a Programului Internațional pentru Geoștiințe și Geoparcuri.  

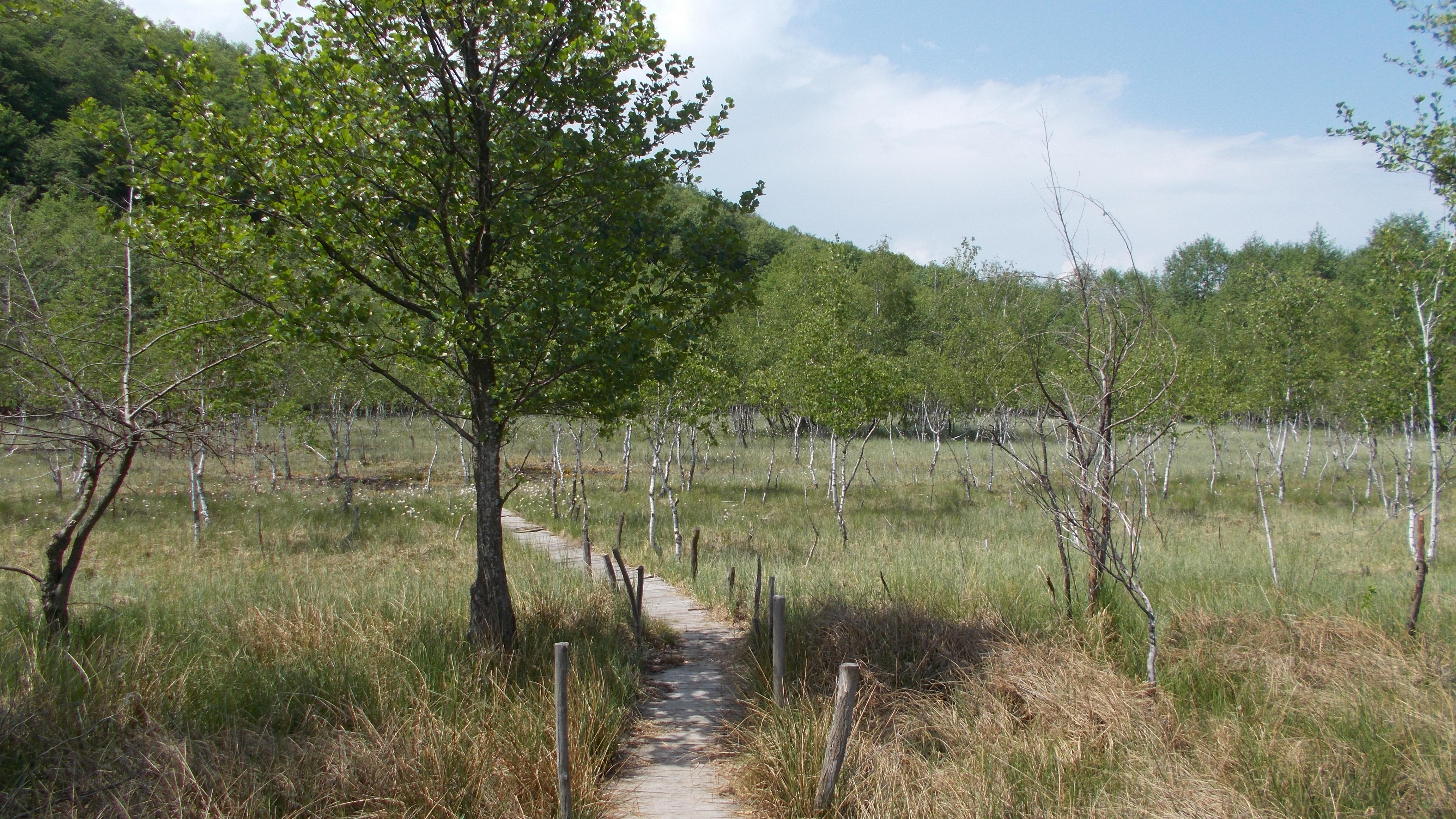
Mlaștina de la Peșteana

Geoparcul Dinozaurilor este singurul areal din România membru al Rețelei Europene și al Rețelei Globale a Geoparcurilor.
A fost primul geoparc din Europa de Sud-Est care a obținut acest statut internațional, în anul 2005.
În cadrul geoparcului sunt incluse și următoarele rezervații naturale: Paleofauna reptiliană Tuștea, Locul fosilifer cu dinozauri Sânpetru, Mlaștina de la Peșteana, Calcarele de la Fața Fetii, Vârful Poieni, Pădurea Slivuț, Fânațele cu narcise Nucșoara, Fânațele Pui.
Geoparcul Dinozaurilor  este o îngemănare a  geodiversității, biodiversității, patrimoniului istoric și cultural;   cu activitățile socio-economice ale Țării Hațegului.

## Geodiversitate
Această arie naturală protejată are un statut special, datorită gradului ridicat de locuire și scopul său este de a asigura protecția patrimoniului natural și cultural al Țării Hațegului. 
Geoparcul cuprinde elemente de interes geologic deosebit alături de elemente de interes ecologic, arheologic, istoric și cultural. 
Factorul cheie care personalizează acest teritoriu este reprezentat de siturile cu resturi de dinozauri de vârstă Cretacic Superior. Dinozaurii pitici din Depresiunea Hațeg sunt unici în lume, importanța științifică și atractivitatea lor fiind sporită prin descoperirile de cuiburi cu ouă și embrioni de dinozauri, ale unor mamifere contemporane dinozaurilor și a unei reptile zburătoare (Hatzegopteryx), din grupul pterozaurilor.

## Biodiversitate
Geoparcul se suprapune cu sitului de importanță comunitară „Strei - Hațeg” (24.968 ha), arie protejată instituită în anul 2007 în vederea conservării habitatelor naturale și a speciilor de plante și animale sălbatice de interes comunitar, ce aparține rețelei ecologice europeane Natura 2000; la baza desemnării căruia aflându-se câteva specii faunistice (urs, lup, vidră de râu) și floristice (bumbăcăriță - Eriophorum vaginatum, roua cerului - Drosera rotundifolia) enumerate în anexa I-a a Directivei Consiliului European 92/43/CE din 21 mai 1992 (privind conservarea habitatelor naturale și a speciilor de faună și floră sălbatică).
Printre speciile faunistice semnalate în arealul parcului se află șapte mamifere: ursul brun (Ursus arctos), lupul (Canis lupus), vidra de râu (Lutra lutra), liliacul cu urechi de șoarece (Myotis blythii), liliacul comun (Myotis myotis), liliacul cu picioare lungi (Myotis capaccinii) și liliacul mare cu potcoavă (Rhinolophus ferrumequinum); trei specii de amfibieni: ivorașul-cu-burta-galbenă (Bombina variegata), tritonul comun transilvănean (Triturus vulgaris ampelensis) și tritonul cu creastă (Triturus cristatus); patru specii de pești: mreană vânătă (Barbus meridionalis), zglăvoacă (Cottus gobio), dunăriță (Sabanejewia aurata) și chișcarul (Eudontomyzon danfordi); precum și zece specii de nevertebrate: racul-de-ponoare (Austropotamobius torrentium), gândacul sihastru (Osmoderma eremita), cosașul de munte (Isophya costata), cosașul transilvan (Pholidoptera transsylvanica), cosaș (Isophya stysi) și cinci specii de fluturi (Hypodryas maturna, Euphydryas aurinia, Lycaena dispar, Maculinea teleius și Gortyna borelii lunata).

## Proiecte și activități
Geoparcul este implicat activ în proiecte de educație, știință și cultură precum și în turism și evenimente.

## Puncte de vizitare
Geoparcul deține o infrastructură de vizitare cu puncte de interpretare (Casele Geoparcului) și trasee:

#### Casa Geoparcului
Se află în clădirea Universității București din Hațeg, str. Libertății, nr. 9A.
Conceptul valorifică legendele balaurilor, mitul dragonilor și fascinația pentru dinozauri. Eroul principal este Balaur bondoc, o specie de dinozaur transilvănean, cu povestea descoperirii și reconstituirii lui. Reconstrucția este realizată de Brian Cooley, expert international recunoscut. Programul de vizitare diferă în funcție de sezon.

#### Casa pentru Știință și Artă
Centrul este destinat vizitării, organizării de ateliere educaționale și activități de tip outdoor learning. Vedeta expoziției este reproducerea în mărime naturală a lui Magyarosaurus dacus în exterior. În interior se află o altă reconstrucție – Zalmoxis robustus, precum și o colecție de fosile printre care trei cuiburi originale cu ouă de dinozaur. Programul de vizitare diferă în funcție de sezon.

#### Casa Vulcanilor
Casa Vulcanilor este o construcție din pământ care spune povestea Pământului, adaptată la povestea geologică a Țării Hațegului. Este un loc unde puteți afla lucruri interesante despre vulcanii care dominau Insula Hațegului de acum 70 de milioane de ani și ale căror urme se găsesc astăzi în comuna Densus. Construcția este una ecologică din cob, adică pământ galben, paie și apă.
Este un spațiu de vizitare și de educație non-formală realizat prin voluntariat în cadrul mai multor proiecte începute in 2014. Vizitarea se face doar cu programare. Detalii pe site.

#### Casa Dinozaurilor Pitici și Casa Tradițiilor
Casa Dinozaurilor Pitici și Casa Tradițiilor fac parte din centrul comunitar al satului Sânpetru. În perimetrul locului fosilifer cu dinozauri din Sânpetru a efectuat Franz Nopcsa în anul 1895 primele sale descoperiri paleontologice.
Centrul și Asociația Femeilor din Sântămăria-Orlea organizează periodic evenimente de promovare a tradițiilor precum: Atelier de plante tinctoriale, Târgul produselor locale (țesături, ulei de dovleac, săpun), Zilele Geoparcului, Atelierul Dinozaurilor.

#### Casa Pietrelor
Casa Pietrelor este o construcție din piatră, lemn, lut, apă și baloți de paie care spune povestea pietrelor și a viețuitoarelor care trăiesc sau au trăit pe Pământ. Aici veți afla mai multe despre pietre și fosile, dar și despre cât de strânse sunt legăturile dintre acestea, formele de relief și viața pe Pământ. Vizitarea se face doar cu programare. Detalii pe site.

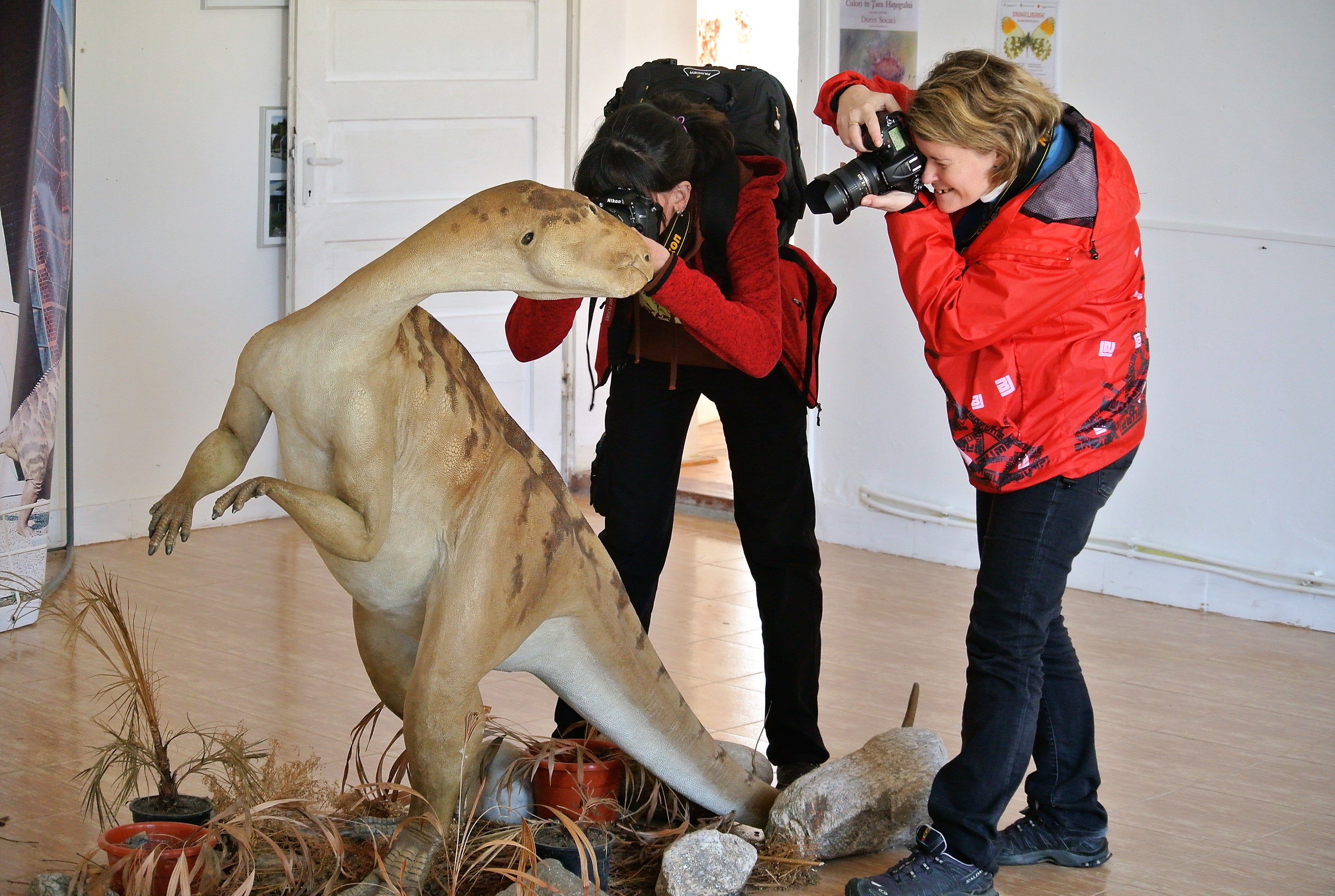
Casa pentru Știință și Artă
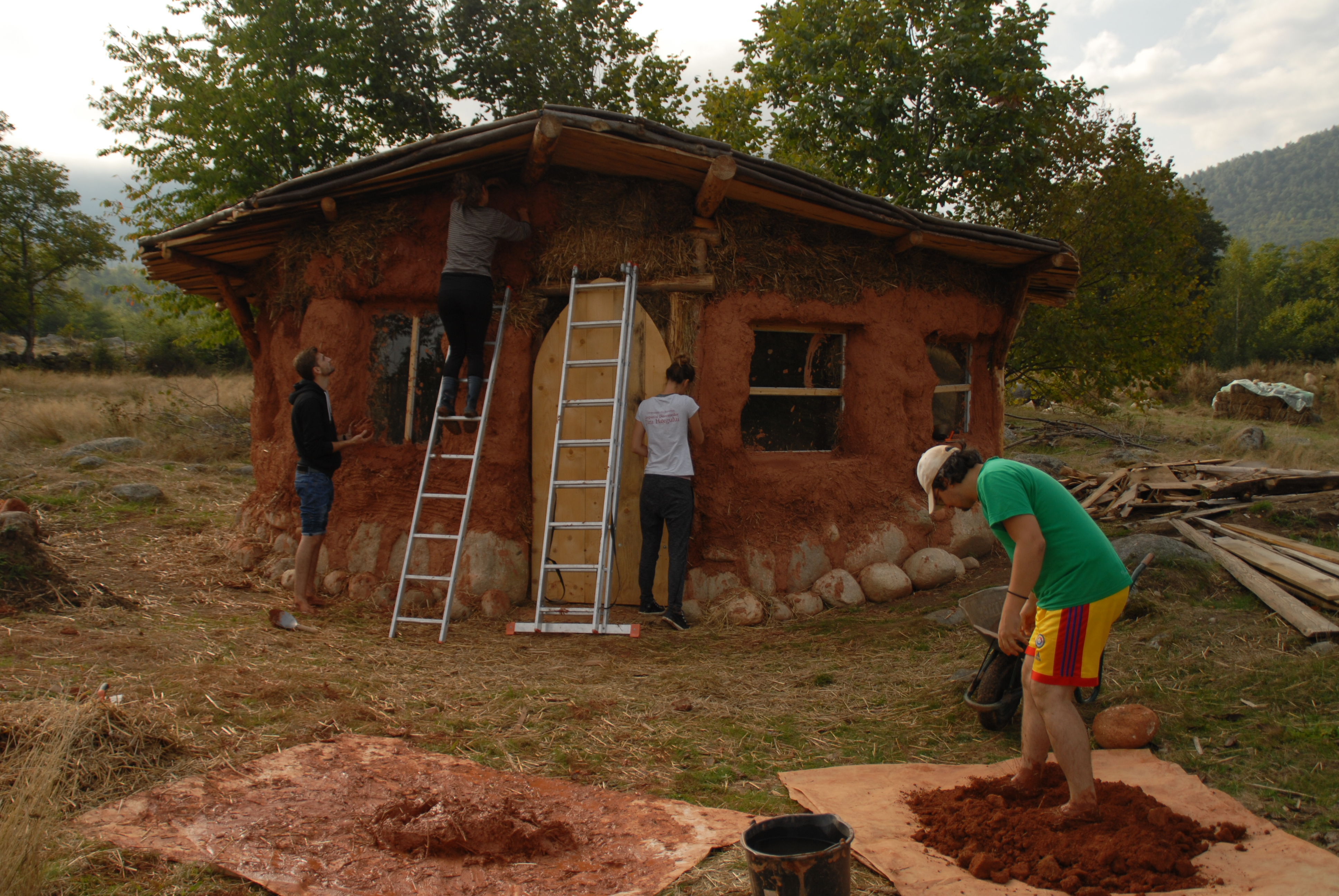
Casa pietrelor

## Acces
- Drumul național DN66 pe ruta: Târgu Jiu - Bumbești-Jiu -  Petroșani - Hațeg.

## Monumente și atracții turistice
În vecinătatea parcului și în arealul acestuia se află numeroase obiective (biserici, castele, cetăți, situri arheologice, arii naturale protejate, ) de interes istoric, cultural și turistic; astfel:
- Biserica Cuvioasa Paraschiva din Clopotiva, construcție secolul al XIX-lea, monument istoric.

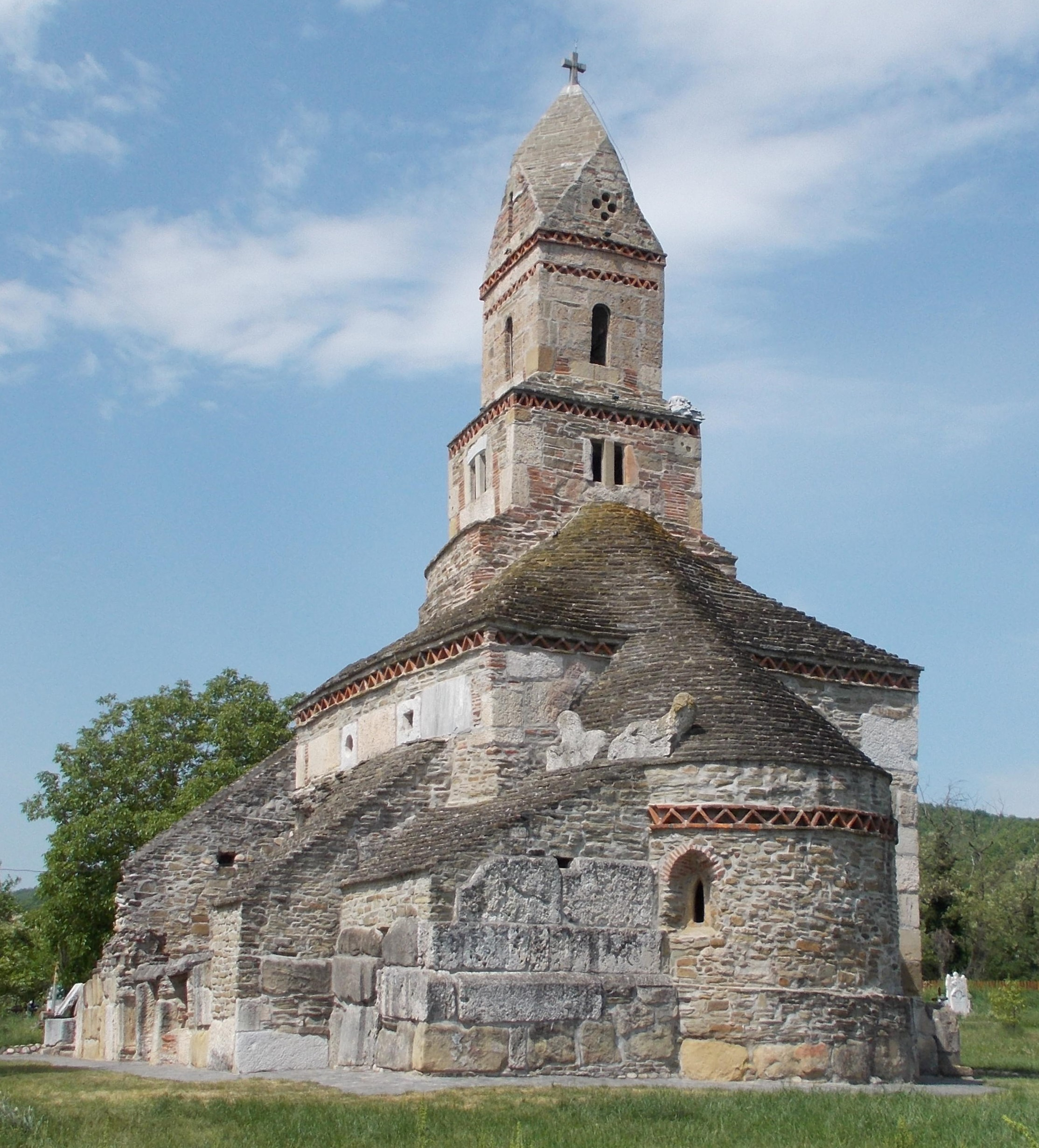
Biserica Sfântul Nicolae din Densuș

- Biserica Sfântul Nicolae din Densuș, construcție secolul al XIII-lea, monument istoric.
- Biserica "Sf. Nicolae" din Hațeg, construcție 1821-1828, monument istoric.
- Biserica reformată din Hațeg, construcție secolul al XIX-lea, monument istoric.
- Biserica romano-catolică din Hațeg, construcție secolul al XIX-lea, monument istoric.
- Biserica Înălțarea Domnului din Nucșoara, construcție 1786, monument istoric.
- Biserica Pogorârea Sfântului Duh din Paroș, construcție secolul al XV-lea, monument istoric.
- Biserică reformată de la Peșteana, construcție sec. al XIV - XVII, monument istoric.
- Biserica "Sf. Prooroc Ilie" din Peșteana, construcție sec. XIV - XV, monument istoric.
- Biserica "Pogorârea Sf. Duh" din Ponor, construcție secolul al XVIII-lea, monument istoric.
- Biserică parohială reformată din Râu Alb, construcție sec. XV - XVI, monument istoric.
- Biserica cnezilor Cândea din Sântămăria-Orlea, construcție secolul al XIII-lea, monument istoric.
- Biserica Duminica Tuturor Sfinților din Râu de Mori, construcție secolul al XV-lea, monument istoric.
- Biserica Nemeșilor din Sălașu de Sus, construcție secolul al XVI-lea, monument istoric.
- Biserica de zid Sfinții Atanasie și Chiril din Sălașu de Sus, construcție secolul al XVII-lea, monument istoric.
- Biserica de zid Sfântul Gheorghe din Sânpetru, construcție secolul al XIV-lea, monument istoric.
- Biserica cnezilor Cândea din Suseni, construcție secolul al XIV-lea, monument istoric.
- Castelul Kendeffy din Sântămăria-Orlea, construcție secolul al XVIII-lea, monument istoric.
- Curtea cnezilor Cândreș din Sălașu de Sus, construcție sec. XV - XVII, monument istoric.
- Castelul contelui Nopcsa din Săcel, construcție secolul al XIX-lea, monument istoric.
- Curtea nobiliară a Cândeștilor din Râu de Mori, construcție sec. XV - XVI, monument istoric.
- Castelul Pogány din Păclișa, construcție secolul al XIX-lea, monument istoric.
- Castelul Nalatzi-Fay din Nălațvad, construcție secolul al XIX-lea, monument istoric.
- Ruinele orașului antic Ulpia Traiana Sarmizegetusa.
- Villa rustica de la Valea Lupului (castru roman).
- Ansamblul Cetății Mălăiești (donjon și zid de incintă) din satul omonim, construcție secolul al XIV-lea, monument istoric.
- Ariile protejate: Parcul Natural Grădiștea Muncelului - Cioclovina, Parcul Național Retezat, Peștera Tecuri, Peștera Șura Mare, Rezervația științifică Gemenele.

## Galerie de imagini

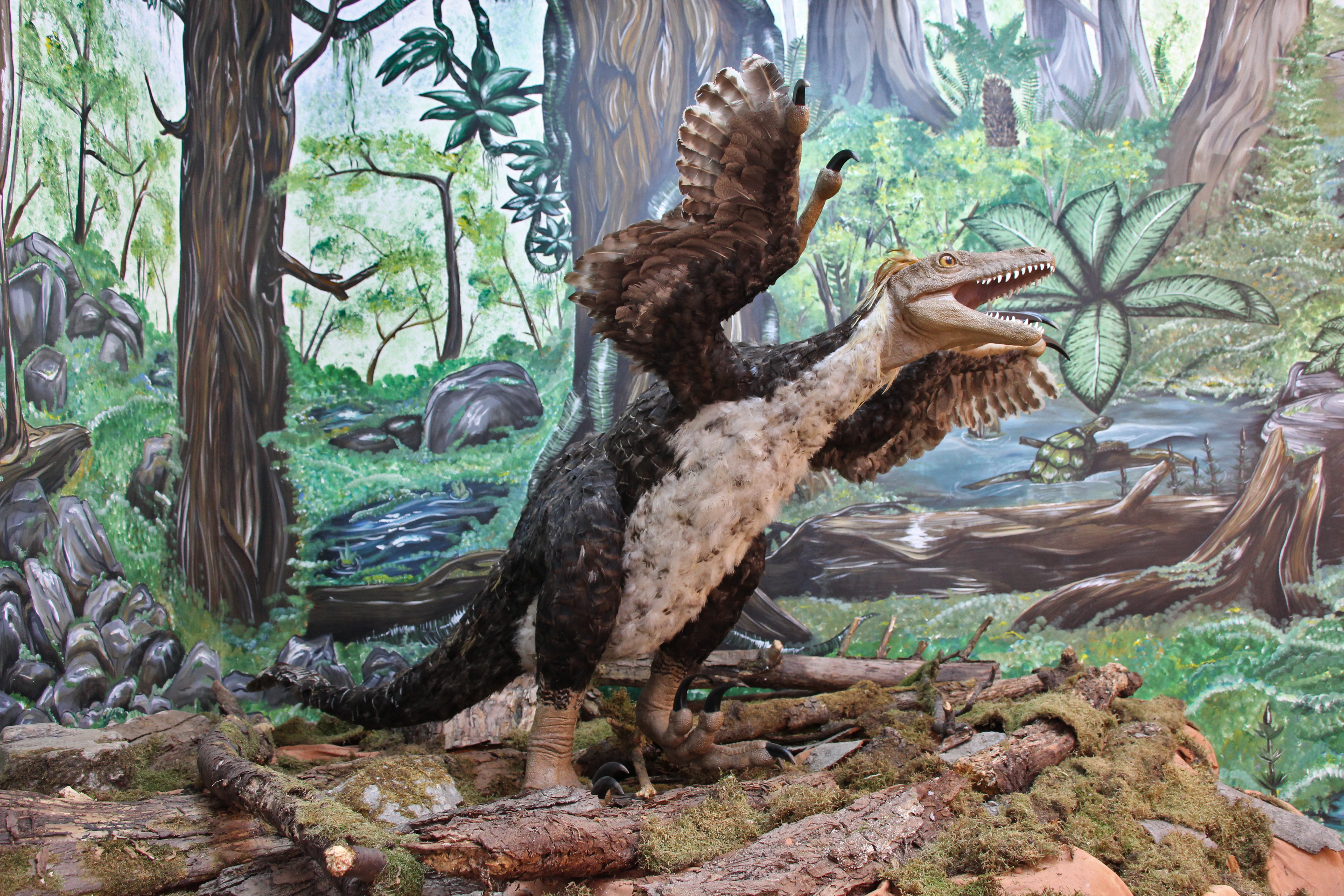
Balaur bondoc
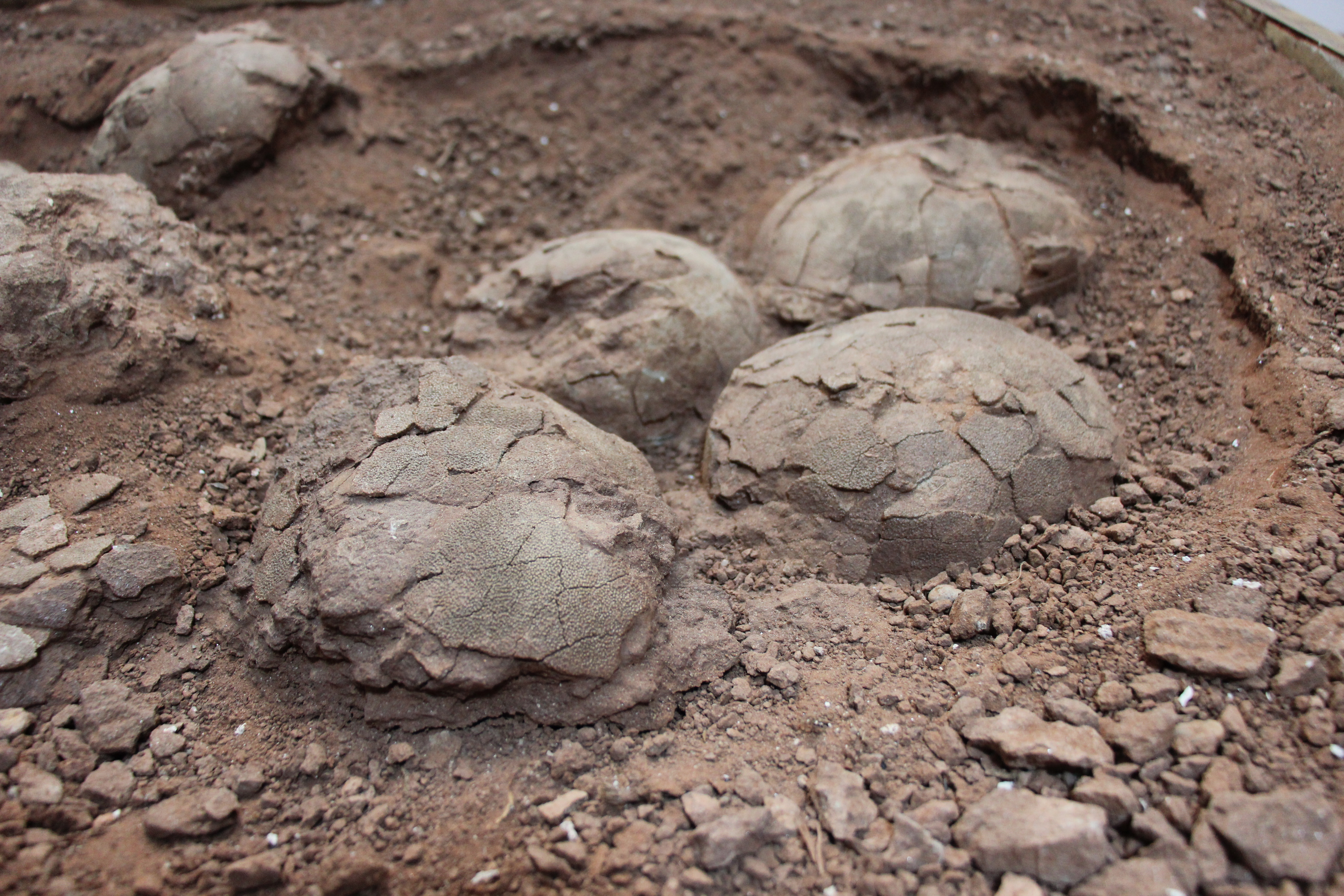
Cuib cu ouă de Telmatosaurus
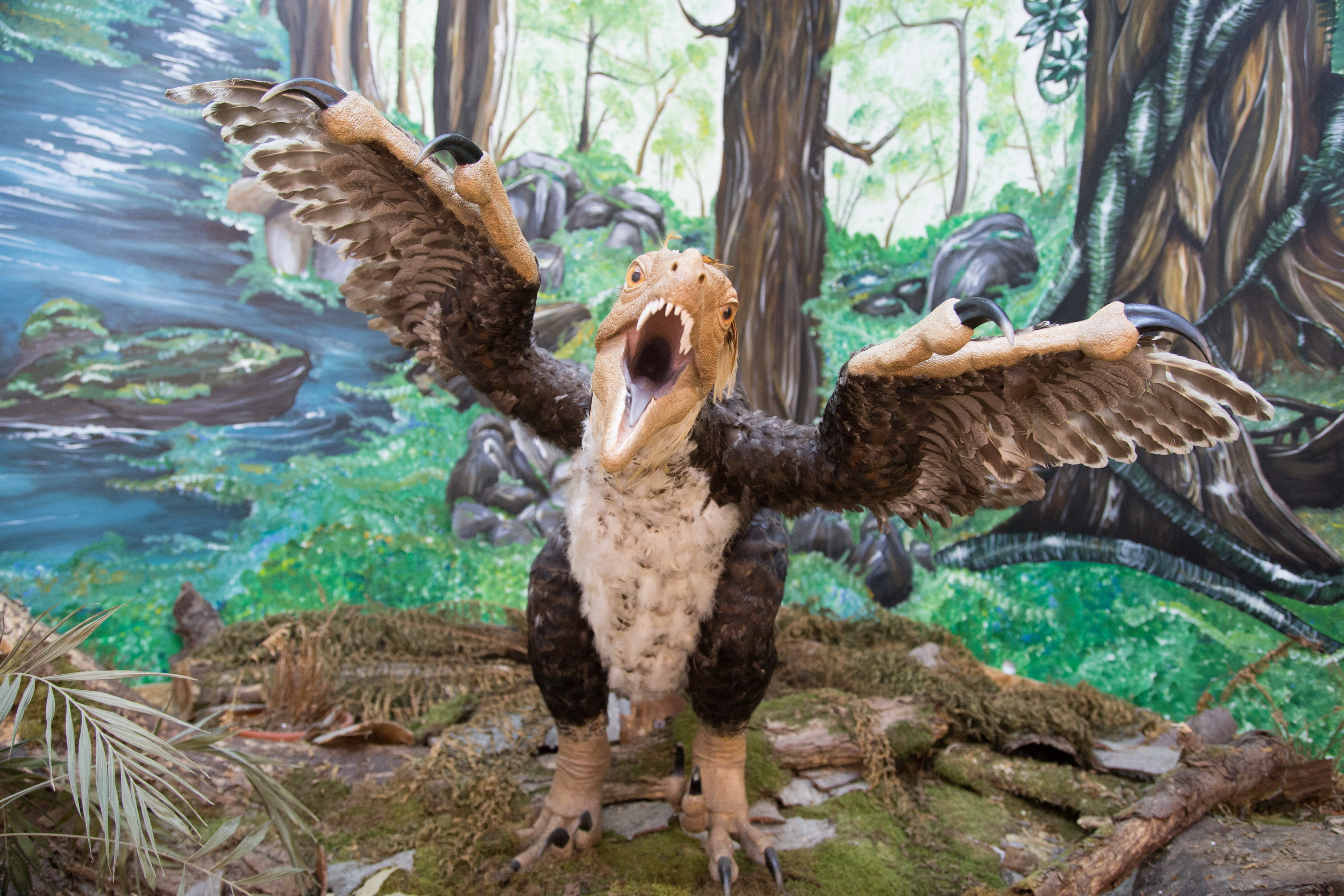
Reconstrucție balaur pitic